# Sembahap Perumal
Tammita Ralahami de nom personal Sembahap Perumal fou un noble singalès que era el gran camarlenc del rei Dharmapala (1551-1552) el 1553 fou nomenat regent al lloc de Vidiye Bandara, quan aquest va fugir degut a les pressions del virrei Afonso de Noronha.
Llavors, sota petició portuguesa, va demanar al rei de convertir-se al cristianisme però aquest va donar llargues a l'afer dient que en aquell moment no era convenient per l'oposició dels seus súbdits però entregava un jove príncep fill del seu antecessor, per ser criat a Goa com un cristià. Quan el rei i el regent van declarar no poder pagar els 20.000 pardaos, el regent Sembahap Perumal fou enviat presoner a un vaixell com a garant del deute; finalment va poder pagar 5000 pardaos i alliberat amb la promesa de pagar la resta en un any. Poc després el virrei va abandonar l'illa i Vidiye Bandara, ja considerat el cap del partit nacional contra els portuguesos, va retornar al poder.
Sembahap Perumal ve ser desterrat a Goa l'any 1555 on el seu amic Francisco Barreto era governador (1555-1558) i li va donar una càlida acollida i amb el temps el va convèncer per batejar-se com a Francisco. Un temps després fou enviat a Kotte acompanyat del franciscà Villa de Conde, on va recuperar la seva posició de gran camarlenc (Vidiye havia mort a Jaffna i Dharmapala ja havia arribat a l'edat).
Konappu (després rei de Uda Rata com Wimaladharmasurya, va fugir a Colombo el 1582 on fou rebut per Dharmapala que li va donar com esposa a la filla de Sembahap Perumal que en aquesta època ja hauria mort.